# Erika Lauriola
Erika Lauriola (Tolmezzo, 12 marzo 1996) è una calciatrice italiana, di ruolo attaccante.

## Carriera
Lauriola inizia la carriera calcistica tesserandosi per il Graphistudio Tavagnacco, società con la quale viene inserita in rosa nelle proprie giovanili ed arrivando a disputare il Campionato Primavera riservato a formazioni interamente femminili.
Grazie alle abilità dimostrate nei campionati cadetti, la società decide di inserirla in rosa nella prima squadra facendo il suo debutto in Serie A nel corso della stagione 2012-2013 totalizzando a fine campionato 5 presenze. Il suo primo gol in campionato lo realizza alla seconda giornata di andata della stagione 2014-2015, nella partita vinta dal Tavagnacco sul Cuneo per 4-0.
Nell'estate 2015 il Tavagnacco la cede con la formula del prestito all'Udinese femminile, società che partecipa dalla stagione entrante nella rifondata Serie C regionale del Friuli-Venezia Giulia, contribuendo alla crescita della squadra e alla conquista del torneo con promozione in Serie B, totalizzando 13 reti in 7 partite disputate.
All'inizio della stagione 2016-2017 torna in organico con il Tavagnacco segnando 4 reti in Coppa Italia.
Nella stagione 2022-23 ha giocato in Serie C col Portogruaro. Nella stagione successiva è tornata a giocare al Tavagnacco.